# Kingdomino (igra)
Kingdomino je porodično orijentisana brza strateška igra za do četiri igrača iz 2016. godine gde partija traje do 20 minuta.
Igra je vrlo jednostavna, svaki igrač dobije svoj zamak oko koga pravi mrežu uz pomoć pločica koje izgledaju kao domine. Odabir pločica se vrši tako što se od ponuđenih 3 ili četiri, zavisno od broja igrača odabere jedna, a u sledećem krugu onaj igrač čija je pločica imala najmanju vrednost bira prvi. Da bi igrač pločicu stavio u svoje kraljevstvo, obavezno je da se barem jedna polovina dodiruje sa već postojećom, istom vrstom terena.
Istraživanjem novih teritorija se skupljaju poeni, tako što se skupljaju krune koje su nacrtane na pločicama, a glavni cilj igre je da se spoje sve teritorije koje igrač poseduje na početku.

## Spoljašnje veze
- BoardGameGeek
- Oblakoder